# سبهاش کاک
سبهاش کاک (کشمیری: شاردا: 𑆱𑆶𑆨𑆳𑆰 𑆑𑆳𑆑، دیواناگری: सुभाष काक، نستعلیق: سُبھاش كاک، هندی: सुभाष काक، انگلیسی: Subhash Kak؛ زاده ۲۶ مارس ۱۹۴۷ در سرینگر) یک دانشمند رایانه‌ای هندیآمریکایی و یک تجدید نظرگرای تاریخی با پایه هندوتوا است. او استاد کرسی ریجنت در گروه علوم کامپیوتر در دانشگاه ایالتی اکلاهما-استیلوتر و استاد مدعو افتخاری مهندسی در دانشگاه جواهر لعل نهرو است.
کاک در مورد تاریخ علم، فلسفه علم، نجوم باستان و تاریخ ریاضیات آثاری به چاپ رسانده‌است. کاک همچنین در باستان‌شناسی آثاری منتشر کرده و از ایده آریاییان بومی دفاع کرده‌است. هرچند محققان تئوری‌های او را در این مباحث به‌طور کلی رد کرده‌اند و نوشته‌های وی به شدت مورد انتقاد قرار گرفته‌است.
در سال ۲۰۱۹، دولت هند به او نشان پادما شری، چهارمین جایزه عالی غیرنظامی هند را اهدا کرد.